# 西淀病院
西淀病院（にしよどびょういん）は、公益財団法人淀川勤労者厚生協会が大阪府大阪市西淀川区野里に設置する病院。

## 概要
救急告示病院(年間救急車取扱い件数2,300件以上)に指定されている。
一般病棟（108床）、地域包括ケア病棟（54床）、回復期リハビリテーション病棟（56床）、血液透析室（25床）を備える。
全日本民主医療機関連合会（民医連）加盟病院。

## 沿革
(この節の出典)

### 年表
- 1947年(昭和22年)2月 - 西淀川労働会館付属「西淀病院」開設
- 1950年(昭和25年)9月 - ジェーン台風、イカダで救援活動
- 1959年(昭和34年)9月 - 伊勢湾台風、救護班派遣
- 1961年(昭和36年)-1962年(昭和37年) - 各院所、阪大微研の流感生ワクチン接種に協力
- 1964年(昭和39年)1月 - 西淀労働会館ならびに西淀病院増改築
- 1976年(昭和51年)9月 - 労働衛生コンサルタント事務所開設
- 1977年(昭和52年)4月 - NGO主催の「国際シンポジウム」に向け被爆者調査開始
- 1978年(昭和53年)4月 - 被爆者医療認定指定医療機関となる
- 1979年(昭和54年)8月 - 新西淀病院開設(156床)、特Ⅱ類基準看護、全館空気清浄システムの導入、社会医学研究所開設。1病院5診療所1研究所の体制となる
- 1982年(昭和57年)4月 - 西淀病院の総合医療室発定
- 1982年(昭和57年)5月 - CT／アンギオの導入
- 1983年(昭和58年)1月 - 西淀病院外科病棟開設（194床）、糖尿病教育入院開始
- 1984年(昭和59年)4月 - 救急病棟開設と在宅医療の展開をめざす「中期計画」発表　泌尿器科開設
- 1985年(昭和60年)6月 - lCU5床を含む救急病棟開設（215床）
- 1986年(昭和61年)10月 - 6病棟オープン（235床）
- 1987年(昭和62年)12月 - 救急告示指定
- 1988年(昭和63年)5月 - 基準看護持Ⅲ頬取得
- 1990年(平成2年)1月 - 院外処方箋発行開始
- 1991年(平成3年)4月 - 婦人科、常勤化し手術開始
- 1991年(平成3年)8月 - 入院患者の18時給食実施
- 1991年(平成3年)11月 - 在宅医療開始
- 1991年(平成3年)12月 - 投薬施設基準認可
- 1996年(平成8年)2月 - 外来予約センターオープン
- 1996年(平成8年)4月 - MRI導入稼働
- 1998年(平成10年)1月 - 西淀病院院内透析、東6階病棟で始まる
- 1998年(平成10年)9月 - 外来透析棟増築  外来血液浄化室オープン
- 2001年(平成13年)4月 - 療養病床(医療型)60床開設
- 2002年(平成14年)7月 - ESWL(体外衝撃波腎・尿管結石、胆石破砕術)導入
- 2002年(平成14年)9月 - ヘリカルCT導入
- 2006年(平成18年)7月 - 回復期リハビリテーション病棟開設
- 2009年(平成21年)2月 - 全館リニューアル完成
- 2014年(平成26年)10月 - 地域包括ケア病棟開設
- 2018年(平成30年)12月 - 大阪府より公益財団法人の認定を受ける

## 診療科
(この節の出典)
- 内科
- 呼吸器科
- 消化器科
- 循環器科
- 外科
- 整形外科
- 神経科

- 糖尿病・代謝内科
- リハビリテーション科
- 放射線科
- 皮膚科
- 泌尿器科
- 婦人科

## 医療機関の指定
- 保険医療機関[5]
- 労災保険指定病院[5]
- 母体保護法指定医の配置されている医療機関[5]
- 生活保護法指定病院[5]
- 臨床研修病院[5]
- 指定自立支援病院(更生医療・育成医療)[5]
- 結核指定病院[5]
- 原子爆弾被害者一般疾病医療取扱病院[5]
- 無料低額診療事業実施医療機関[5]
- 公害医療機関[5]
- 在宅療養後方支援病院[5]
- 厚生労働省指定基幹型臨床研修指定病院[2]
- NPO法人卒後臨床研修評価機構認定証発行病院[6]
- 公益財団法人日本医療機能評価機構認定病院[7]。
- このほか、各種法令による指定・認定病院であるとともに、各学会の認定施設でもある。

## 認定専門医人数
（下表の出典）
| 認定医・専門医名 | 人数 | 学会名                       | 認定医・専門医名 | 人数 | 学会名                         |
| ---------------- | ---- | ---------------------------- | ---------------- | ---- | ------------------------------ |
| 整形外科専門医   | 3人  | 公益社団法人日本整形外科学会 | 産婦人科専門医   | 1人  | 公益社団法人日本産科婦人科学会 |
| 病理専門医       | 1人  | 一般社団法人日本病理学会     | 総合内科専門医   | 3人  | 一般社団法人日本内科学会       |
| 外科専門医       | 1人  | 一般社団法人日本外科学会     | 糖尿病専門医     | 2人  | 一般社団法人日本糖尿病学会     |
| 呼吸器専門医     | 4人  | 一般社団法人日本呼吸器学会   | 消化器病専門医   | 1人  | 一般財団法人日本消化器病学会   |
| 小児科専門医     | 1人  | 公益社団法人日本小児科学会   |                  |      |                                |

## 特徴
- 病院の理念により、差額ベッド料（個室料）を徴収していない[9]。

## 関連書籍
- 『“生きる"をささえる看護 西淀病院発・希望の医療 』矢吹紀人著,一般財団法人淀川勤労者厚生協会編,2017,日本機関紙出版センター ISBN 978-4-88900-948-4

## テレビ番組
- 日経スペシャル ガイアの夜明け （テレビ東京、2025年4月25日） -　看護師不足を取材[10]。

## 周辺施設
- フーズマーケットSatake野里店
- 大阪信用金庫西淀支店
- 西淀川区役所

## 交通アクセス
- 御幣島駅（JR東西線）徒歩約4分
- 塚本駅（東海道本線）徒歩約15分
- 大阪シティバス92系統「北之町公園前」下車約5分
- 大阪シティバス38系統「歌島橋」下車約5分
- 大阪シティバス42系統「歌島三丁目」下車約１分
- 姫島駅（阪神本線）徒歩約15分

患者送迎バス『健康ふれあい号』（無料）を独自に運行している。
- 御幣島・竹島方面
- 柏花・塚本駅前方面
- 姫島診療所・千北診療所方面
- 佃方面
- ファミリークリニックあい（淀川区西三国）方面